# Sergio Rossi (Designer)

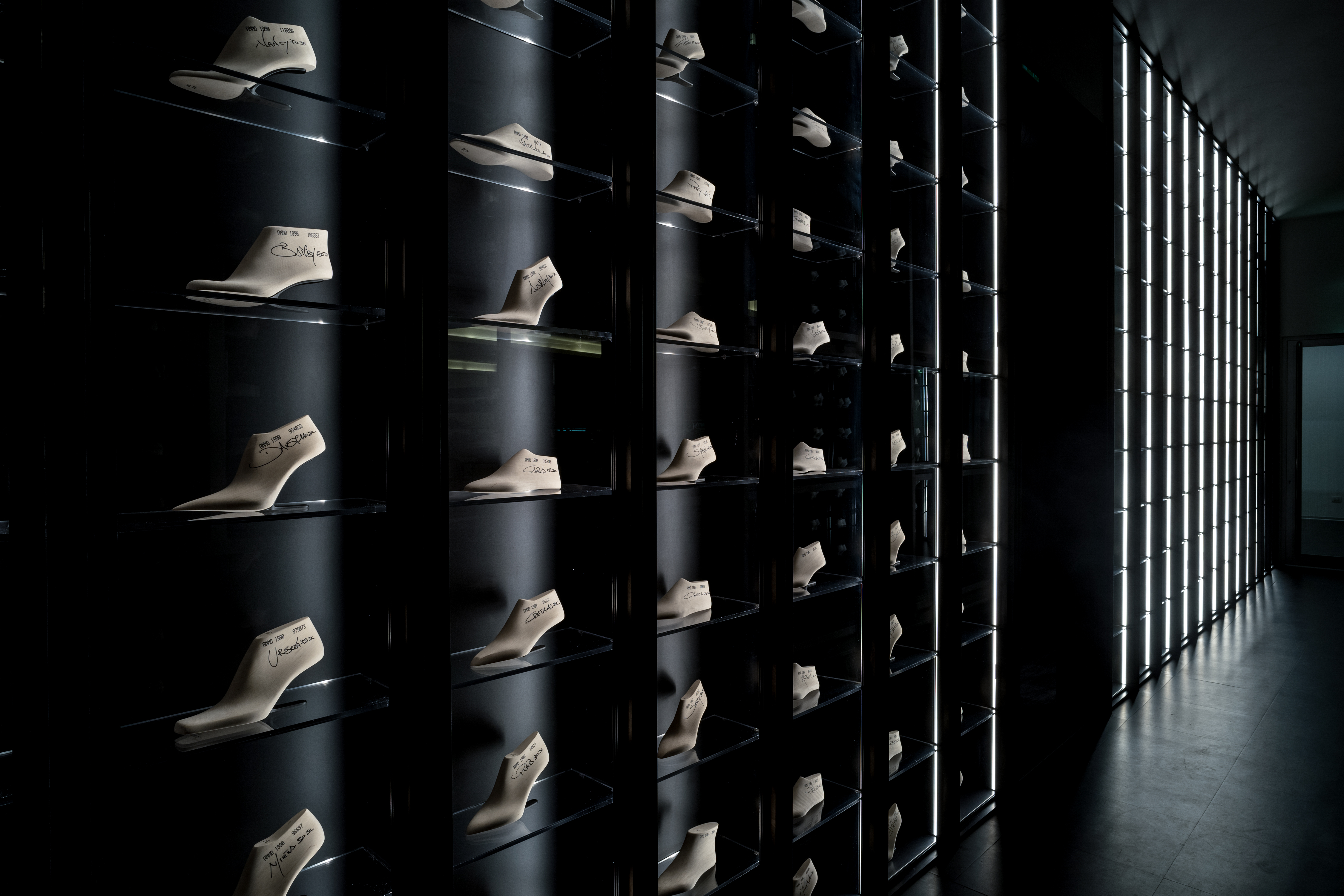
Sergio Rossi-Factory, Sammlung von Leisten in San Mauro Pascoli

Sergio Rossi (* 31. Juli 1935 in San Mauro Pascoli; † 2. April 2020 in Cesena) war ein italienischer Designer von Damenschuhen.

## Leben
Rossi lernte das Schuhmacherhandwerk im Geschäft seines Vaters. Ab 1966 verkaufte er Schuhe in Schuhgeschäften in Bologna. 1969 gründete er die Marke Sergio Rossi. Seine bekanntesten Entwürfe sind die Opanca-Sandale und der Godiva-Pumps. Seine Schuhe wurden von Firmen wie Azzedine Alaïa, Versace sowie Dolce & Gabbana in ihre Kollektionen aufgenommen. 1999 verkaufte er seine Marke an Gucci, leitete aber das Unternehmen noch bis 2004.
Er starb am 2. April 2020 im Alter von 84 Jahren an den Folgen einer SARS-CoV-2-Infektion. Eine Woche zuvor hatte Rossi noch 100.000 Euro für die Bekämpfung der COVID-19-Pandemie gespendet.